# Средние Рудные Горы
Средние Рудные Горы (нем. Mittlerer Erzgebirgs) — бывший район в Германии.
Центр района — город Мариенберг. Район входил в землю Саксония. Был подчинён административному округу Хемниц . Занимал площадь 595,37 км². Население 88 805 чел. Плотность населения 149 человек/км².
Официальный код района 14 1 81.
После 2008 года стал частью объединённого района Рудные Горы в новообразованном дирекционном округе Хемниц.
Район подразделялся на 22 общины.

## Города и общины
Города
1. Мариенберг (14 229)
2. Чопау (11 568)
3. Ольбернхау (10 952)
4. Ленгефельд (4 842)
5. Волькенштайн (4 325)
6. Цёблиц (3 072)

Объединения общин
Управление Мариенберг
Управление Зайффен (Рудные горы)
Управление Чопау
Общины
1. Амтсберг (4 293)
2. Поккау (4 267)
3. Горнау (4 062)
4. Гросрюкерсвальде (3 968)
5. Дребах (3 613)
6. Гроссольберсдорф (3 174)
7. Пфафрода (3 086)
8. Зайффен (2 677)
9. Фенусберг (2 370)
10. Поберсхау (2 079)
11. Борстендорф (1 471)
12. Грюнхайнихен (1 374)
13. Вальдкирхен (1 200)
14. Дойчнойдорф (1 177)
15. Бёрнихен (1 101)
16. Хайдерсдорф (945)